# Parectopa mnesicala
Parectopa mnesicala är en fjärilsart som först beskrevs av Edward Meyrick 1880.  Parectopa mnesicala ingår i släktet Parectopa och familjen styltmalar. Inga underarter finns listade i Catalogue of Life.